# Засулаукс
За́сулаукс (латыш. Zasulauks, ранее нем. Sassenhof) — район города Риги на левом берегу Даугавы. Входит в состав Курземского района.
В районе находится одноимённая станция на железнодорожной линии Торнякалнс — Тукумс II. Много промышленных предприятий.
В Засулауксе расположен Рижский ботанический сад, в котором собрано около 8600 таксонов.

## Описание
Территория современного Засулаукса расположена на песчаной равнине древнего Балтийского ледникового озера, на берегу старого русла Даугавы. В ходе исторического развития и хозяйственной деятельности человека песчаные дюны были выровнены и застроены.
Археологические находки, в том числе наконечник стрелы из кремня, относящийся к культуре шнуровой керамики, свидетельствуют о заселении этой местности во II тысячелетии до н. э. представителями общин охотников и скотоводов.
В XVII веке на месте будущей усадьбы Засу находилась мыза бургомистра Бенкендорфа. В XVIII веке границы территории охватывали участок от современной улицы Даугавгривас до железнодорожной станции Засулаукс. Здесь располагались сельскохозяйственные хутора, населённые в основном свободными крестьянами и наёмными рабочими.
Первое присоединение части Засулаукса к Риге произошло в 1786 году, следующее — в 1828 году, когда в черту города вошла небольшая территория вблизи Болдерайской железной дороги.
С конца XVIII века Засулаукс начал развиваться как промышленный район. В 1765 году была построена бумажная мануфактура и мельница. Производство бумаги велось с использованием тряпья и труда как свободных рабочих, так и крепостных. Из-за экономических трудностей фабрика сменила нескольких владельцев и прекратила работу в 1806 году.
С 1810 года в прежних помещениях начала действовать мануфактура по производству сукна. Мануфактура прекратила деятельность в 1873 году. Во второй половине XIX века в районе действовали две крупные мануфактуры, две школы и библиотека.
В середине XIX века значительная часть усадебной земли была разделена на участки — около 100 из них были застроены жилыми домами. Тем не менее, до конца XIX века Засулаукс оставался малонаселённым: на крутом берегу Даугавы находились только небольшой посёлок, несколько дач, мануфактуры и мельницы.
Во второй половине XIX века район развивался как промышленный центр: были основаны дротяная фабрика (1874), фабрика обоев (1884), машиностроительный завод «Motors» (1896), химическая фабрика (1897), фабрики жестяных изделий и красок (1898), а также прядильно-ткацкая мануфактура (1895). Основную часть населения в конце XIX — начале XX века составляли фабричные рабочие. 
Усадьба Засу находилась в районе современного ботанического сада. Границы Засулаукса неоднократно менялись. В 1812 году деревянная застройка пострадала во время поджогов перед наступлением Наполеона, однако в 1920-х годах началось активное строительство новых деревянных домов.
К развитию Засулаукса способствовало строительство железных дорог: в 1873 году открыта линия Рига—Болдерая, а в 1877 году — Рига—Тукумс. Современное здание станции Засулаукс построено в 1912 году; до 1920 года станция носила название «Засенхоф». В 1950 году было создано моторвагонное депо для обслуживания поездов первой в Латвии электрифицированной линии Рига—Дубулты.
В начале XX века большая часть земли усадьбы Засу была распродана под застройку. В 1919 году Риге была передана последняя часть Засулаукса за её прежними границами. В 1922 году город Рига заявил права на земли усадьбы для расширения застройки.
На этой же территории находится деревянная мыза «Пиланджбирзс» (1877) и здание Рижской 34-й средней школы (1934), построенное в стиле функционализма по проекту А. Гринберга.
В советский период Засулаукс развивался как типичный микрорайон, сочетающий малоэтажную и многоквартирную застройку с промышленными зонами. В 1970–1980-х годах велось интенсивное строительство жилых массивов в районе улицы Элвирас и между улицей Дзирциема и Болдерайской железной дорогой. Уличная сеть района формировалась на основе старинных транспортных путей.

## Общественный транспорт
Автобусы:
- 22 — Аэропорт — ул. Абренес
- 32 — Пиньки — ул. Абренес
- 35 — Плескодале — ул. Абренес
- 43 — Скулте — ул. Абренес
- 53 — Золитуде — Эспланада
- 56 — Зиепниеккалнс — Даугавгрива

Трамвай:
- 2 — ул. Тапешу — Центральный рынок

Троллейбус:
- 12 — Агенскалнские сосны — Шмерлис

Электропоезд:
- Станция Засулаукс и остановочный пункт Депо на линии Рига — Юрмала — Тукумс.